# Michel Boivin
 (février 2011).
Si vous disposez d'ouvrages ou d'articles de référence ou si vous connaissez des sites web de qualité traitant du thème abordé ici, merci de compléter l'article en donnant les références utiles à sa vérifiabilité et en les liant à la section « Notes et références ».
Pour les articles homonymes, voir Boivin et Michel Boivin (homonymie).
Michel Boivin est un historien et un anthropologue français spécialisé dans l'étude du sous-continent indien.
Formé en histoire contemporaine, en études islamiques et en ethnologie, il est actuellement directeur de recherche au CNRS et membre du Centre d’Études de l'Inde et de l'Asie du sud (CEIAS) à l'EHESS. Il a enseigné à l'université de Savoie Mont Blanc, à Sciences Po Lyon et à l'Université Catholique de Lyon. 
Aujourd'hui, il co-dirige trois séminaires à l'EHESS : "Histoire et anthropologie des sociétés musulmanes d'Asie du Sud", "Autorité et politique dans le soufisme d'Asie méridionale et centrale" et "Culture matérielle et pratiques dévotionnelles dans les sociétés chiites". 
Il coordonne par ailleurs de deux ateliers thématiques au CEIAS : "Cultures vernaculaires et nouvelle élites musulmanes en Asie du Sud coloniale et post-coloniale" avec Julien Levesque, et "Études gujarati et sindhi : sociétés, langues et cultures" avec Pierre Lachaier.

## Biographie
Après des études littéraires au lycée de Chambéry, Michel Boivin se spécialise dans l'histoire du monde musulman. Titulaire d'un DEA en études arabes et islamiques à l'université de Lyon 2, il soutient une thèse de doctorat en Langues, Civilisations et Sociétés orientales à l'université de Paris 3-Sorbonne Nouvelle sur Shî`isme ismaélien et modernité chez Sultân Muhammad Shâh Aghâ Khân (1877-1957) puis une thèse d'habilitation en ethnologie à l'université de Paris Ouest-Nanterre sur Chiisme, soufisme et dynamiques sociales dans le Sindh contemporain (XIXe siècle-XXe siècle).
Michel Boivin est spécialisé dans l'étude de l'histoire contemporaine et de l'anthropologie historique de communautés musulmanes réparties entre l'Inde et le Pakistan pendant la période coloniale, puis depuis les indépendances. Après avoir consacré plusieurs années à l'étude des ismaéliens de ces régions, il s'est tourné vers les groupes soufis. Il a dirigé une équipe sur « Histoire et soufisme dans la vallée de l'Indus » au sein du Centre d'Études de l'Inde et de l'Asie du sud (EHESS-CNRS). Cette équipe a mis en œuvre un projet interdisciplinaire et international centré sur le site soufi de Sehwan Sharif. Cette ville moyenne située dans la province méridionale du Pakistan, le Sind, abrite la tombe du saint soufi Lal Shahbaz Qalandar (m. 1274). Ce sanctuaire est devenu un centre de pèlerinage où des pratiques de danse extatique sont réalisées. En outre, c'est également un centre œcuménique dans la mesure où les hindous ont encore un rôle important dans les rituels. Enfin, la ville de Sehwan Sharif est un lieu de rassemblement de renonçants gyrovagues qu'on appelait autrefois « qalandars », et qui sont aujourd'hui plutôt dénommés « malangs ».
L'un de ses plus récents axes de recherche concerne le « soufisme hindou » au Pakistan et en Inde. Dans un premier temps, Michel Boivin a retracé la migration des hindous sindis, puis il a enquêté sur leurs rituels soufis pour évaluer dans quelle mesure ils ont dû s'adapter à leur nouvel environnement. Par ailleurs, il a commencé un travail de collecte des publications et des manuscrits relatifs au soufisme de langue sindhî. Malgré cette référence à l'anthropologie historique, Michel Boivin continue de travailler sur l'apparition de nouvelles formes de connaissances au XIXe siècle. Il s'intéresse en particulier à la production d'une nouvelle culture dans la province du Sind résultant de l'interaction entre la colonisation britannique, l'émergence de nouvelles élites, et l'objectivation du soufisme. Se situant alors dans le prolongement les études post-coloniales, il reconstitue l'évolution de la "culture soufie du Sind" à partir d'un travail d'archives réalisé dans le sous-continent indien et en Europe.
Michel Boivin enseigne l'anthropologie historique de l'Asie du sud à l'EHESS, Paris, avec un gros plan sur l'aire sindhie. En 2008, il a créé la Mission Interdisciplinaire Française du Sindh (MIFS) et signé un MOU avec le département des Antiquités du gouvernement du Sindh. La même année, une newsletter électronique a commencé à être publiée. En 2010, la MIFS est devenue une association loi de 1901 et en 2011, Michel Boivin a lancé le Centre for Social Science in Karachi (CSSK), en signant un MOU avec l'Alliance Française de Karachi qui héberge le centre. Également en 2011, il a créé la CSSK Series avec OUP Pakistan. Le CSSK organise des conférences, des expositions, ainsi que des formations en SHS pour les étudiants, qui sont suivies de terrains réalisés dans le Sindh. En 2015, le CSSK est devenu à son tour une association loi de 1901. En plus de sa direction de doctorants à l'EHESS, il est aussi "external examiner" aux  universités de Karachi et du Sindh (Jamshoro). Comme directeur du CSSK, il a signé en 2017 un  MOU avec N. E. D. University, Department of Architecture and Planning, Karachi. Ce MOU visait à renforcer la coopération entre le CSSK et N. E. D. University dans le contexte du nouveau projet lancé par  Michel Boivin en 2016:  l'Uderolal Research Project (ULRP). À travers ce nouveau projet qui est toujours en cours, il s'agit de mettre en oeuvre une approche multidisciplinaire pour l'étude d'une figure sacrée nommée Jhulelal, vénérée par différentes populations au Pakistan et en Inde. 
En 2011, Michel Boivin a été nommé membre du Comité National du CNRS, section 38 Ethnologie, anthropologie et sociologie des religions, ainsi que membre du bureau. En 2016, il a été élu membre de la même section pour un mandat de cinq ans. Enfin en 2017, Michel Boivin a été élu codirecteur du Centre d'Études pour l'Asie du sud ou CEIAS (CNRS-EHESS), avec trois autres codirecteurs : Rémy Delage, Emanuel Francis et Vanessa Caru. 

## Publications
- Le Pakistan, PUF, 1996, coll. « Que sais-je ? »  (ISBN 2130475620 et 978-2-13-047562-0) [traduction suédoise, 2005].

- Les Ismaéliens: des communautés d'Asie du sud entre islamisation et indianisation, Éditions Brepols, Maredsous (Belgique), 1998.

- La rénovation du shî`isme ismaélien en Inde et au Pakistan – d’après les écrits et les discours de Sultân Muhammad Shâh Aghâ Khân (1902-1954), RoutledgeCurzon, Londres, 2003.

- Dir.), Les Ismaéliens d’Asie du sud: gestion des héritages et production identitaire, préface de Denis Matringe, Paris, L’Harmattan, 2007.

- [Ed.) Sindh Through History and Representations: French Contributions to Sindhi Studies, Karachi, Oxford University Press, 2008.

- & Matt Cook (Eds), Interpreting the Sindhi World: Essays on Society and History, Karachi, Oxford University Press, 2010.

- Artefacts of Devotion. A Sufi Repertoire of the Qalandariyya in Sehwan Sharif, Sindh (Pakistan), Foreword by Carl Ernst, Karachi, Oxford University Press, 2011.

- Le soufisme antinomien dans le sous-continent indien. La`l Shahbâz Qalandar et sa tradition, Paris, Les Editions du Cerf, 2012.
- L'âghâ khân et les khojah. Islam chiite et dynamiques sociales dans le sous-continent indien (1843-1954), Karthala, Coll. Terres et Gens d'islam, 2013.
- Histoire de l'Inde, PUF, 2015 (5e éd.) coll. « Que sais-je ? »  (ISBN 2130552129 et 978-2-13-055212-3) [traduction bulgare, 2002 ; traduction roumaine, 2003; traduction turque, 2011, traduction polonaise, 2012, traduction arabe en cours].
- Historical Dictionary of the Sufi Culture of Sindh in Pakistan and in India, Karachi, Oxford University Press, 2015.
- Le Pakistan et l'islam. Anthropologie d'une république islamique, Paris, Téraèdre, 2015.
- with Rémy Delage (eds), Devotional Islam in South Asia. Shrines, journeys and wanderers, New York and Oxon, Routledge, 2016.
- 2017 | Discovering Sindh’s Past. Selections from the Journal of the Sind Hstorical Society, 1934–1948, Edited by Michel Boivin, Matthew Cook and Julien Levesque, Karachi, Oxford University Press.
- 2019 The Hindu Sufis of South Asia. Partition, Shrine Culture and the Sindhis of India, London, I. B. Tauris.

### Articles et chapitres d'ouvrages
« Khwaja Khiẓr et le Sindhu (Indus) : archéologie d’une figure sacrée du Sindh à identités multiples », in Sur les chemins d’Onagre. Histoire et archéologie orientales. Hommage à Monik Kervran, édité par Claire Hardy-Guilbert, Hélène Renel, Axelle Rougeulle et Eric Vallet, Oxford, Archaeopress Publishing Ltd , 2018, pp.  3-14. 
and Bhavna Rajpal, 2018, “From Udero Lal in Sindh to Ulhasnagar in Maharashtra: Partition and Memories Across Borders in the Tradition of Jhulelal », in Churnjeet Mahn · Anne Murphy Editors,Partition and the Practice of Memory, Palgrave MacMillan, p. 43-62.
“Authority, Shrines and Spaces: Scrutinizing Devotional Islam from South Asia”, in Michel Boivin and Rémy Delage (eds), Devotional Islam in Contemporary South Asia: Shrines, Journeys and Wanderers, New Delhi, Routledge, 2016, p. 1-11.
«The New Elite and the Issue of Sufism: A Journey
from Vedanta to Theosophy in Colonial Sindh», in Dr Muhammad Ali Shaikh
(compiled by), Sindh Through the century
II. Proceedings of the Second International Seminar Held in Karachi in March
2014 by Sindh Madressatul Islam University, Karachi, Karachi, SMI
University Press, 2015, pp. 215–231. 
“The Saint as Ancestor in some Sufi and Ismaili Communities of the Sindhi Area”, in C. Mayeur-Jaouen & A. Papas (eds), Family Portraits with Saints. Hagiography, Sanctity, and Family in the Muslim World, Berlin, Klaus Schwarz Verlag, 2014, p. 327–341.
“Les Khojah et la construction de la communauté ismaélienne dans la période contemporaine : Invention de la tradition et communauté imaginée», dans Nicole Khouri et Joanna Pereira Leite (dir.), Khojas Ismaïli. Du Mozambique à la.globalisation, Paris, L’Harmattan, 2014,  p. 317–337.
“The Isma‘ili – Isna ‘Ashari Divide Among the Khojas: Exploring Forgotten Judicial Data from Karachi”, Journal of the Royal Asiatic Society, Volume 24 / Issue 03 / July 2014, p. 381 – 396.
"Music and Remembrance as Meditation: Samâ` in the Indus Valley", in Halvor Eifring (Ed.), Meditation in Judaism, Christianity and Islam. Cultural Histories, London, Bloomsbury, 2013, p. 214–224.
"Murshid Mulan Shâh (1883-1962): A Sufi Itinerary from Sehwan Sharif in Pakistan to Haridwar in India", Oriente Moderno, XCII, 2012, 2, p. 291-312.
"Compétition religieuse et culture partagée dans les lieux saints complexes d'Asie du sud" in Isabelle Depret et Guillaume Dye (dir.), Partage du sacré : transferts, cultes mixtes, rivalités interconfessionnelles, Bruxelles, Editions EME, 2012, p. 149–165.
“L’islam, l’État et les ulémas dans la république islamique du Pakistan. Un bras de fer de plus d’un demi-siècle”, in Christophe Jaffrelot et Aminah Mohammad-Arif, Politique et religions en Asie du sud. Le sécularisme dans tous ses états ? Paris, Editions de l’EHESS, 2012, p. 69–92.
“The Sufi Centre of Jhok Sharif in Pakistan (Sindh): Questioning the ziyarat as a social process” in C. Bennett & Ch. Ramsey (Ed.), South Asian Sufis: Devotion, Deviation and Destiny, Delhi, Continuum Books, 2012, p. 95–109.
« Devotional Literature and Sufism in the light of Nabi Baloch’s contribution», Journal of the Pakistan Historical Society, Vol. IX, no 4, 2011, p. 13–22.
“Karachi: rivalités ethniques, affrontements sectaires et compétitions politiques”, in Béatrice Giblin (dir.), Les conflits dans le mode. Approche géopolitique, Armand Colin, collection U, 2011,  p. 59–67.
« Le qalandar et le shâh: les savoirs fakirs et leur impact sur la société du Sud Pakistan», Archives des Sciences Sociales des Religions, no 154, 2011, p. 101–120.